# Beckett Nunatak
Beckett Nunatak är en nunatak i Antarktis. Den ligger i Östantarktis. Nya Zeeland gör anspråk på området. Toppen på Beckett Nunatak är 1 920 meter över havet, eller 136 meter över den omgivande terrängen. Bredden vid basen är 8,6 km.
Terrängen runt Beckett Nunatak är platt åt sydväst, men åt nordost är den kuperad. Trakten är obefolkad. Det finns inga samhällen i närheten.